# Gouvernement Repše
 (septembre 2023).
Si vous disposez d'ouvrages ou d'articles de référence ou si vous connaissez des sites web de qualité traitant du thème abordé ici, merci de compléter l'article en donnant les références utiles à sa vérifiabilité et en les liant à la section « Notes et références ».
République de Lettonie
Bērziņš Emsis
Le gouvernement Repše (en letton : Repšes Ministru kabinets) est le gouvernement de la République de Lettonie entre le 7 novembre 2002 et le 9 mars 2004, durant la huitième législature de la Diète.

## Majorité et historique
Dirigé par le nouveau Premier ministre libéral Einars Repše, ce gouvernement est constitué et soutenu par une coalition de centre droit entre la Nouvelle Ère (JL), l'Union des verts et des paysans (ZZS), le Premier Parti de Lettonie (LPP) et Pour la patrie et la liberté/LNNK (TB/LNNK). Ensemble, ils disposent de 55 députés sur 100 à la Diète.
Il est formé à la suite des élections législatives du 5 octobre 2002 et succède au gouvernement du libéral Andris Bērziņš, formé d'une alliance entre la Voie lettonne (LC), le Parti populaire (TP), TB/LNNK et le Nouveau Parti chrétien (JKP). L'effondrement de la LC, exclue de la Diète, la faiblesse du TP et la percée de la JL, créée en février 2002 rendent impossible la reconduction de la coalition sortante.
Le 29 janvier 2004, le LPP décide de se retirer de l'alliance au pouvoir, laissant le gouvernement en minorité au Parlement avec seulement 45 députés. Incapable de continuer à gouverner, Repše remet sa démission peu de temps après et est remplacé par l'écologiste Indulis Emsis, qui constitue un gouvernement minoritaire avec le TP et le LPP, disposant du soutien du Parti de l'harmonie nationale (TSP).

## Composition

### Initiale (7 novembre 2002)
| Portefeuille                                                                        | Titulaire | Titulaire                | Parti   |
| ----------------------------------------------------------------------------------- | --------- | ------------------------ | ------- |
| Premier ministre                                                                    |           | Einars Repše             | JL      |
| Vice-Premier ministre                                                               |           | Ainārs Šlesers           | LPP     |
| Ministre de la Défense                                                              |           | Ģirts Valdis Kristovskis | TB/LNNK |
| Ministre des Affaires étrangères                                                    |           | Sandra Kalniete          | Sans    |
| Ministre des Affaires économiques                                                   |           | Juris Lujāns             | LPP     |
| Ministre des Finances                                                               |           | Valdis Dombrovskis       | JL      |
| Ministre de l'Intérieur                                                             |           | Māris Gulbis             | JL      |
| Ministre de l'Éducation et de la Science                                            |           | Kārlis Šadurskis         | JL      |
| Ministre de la Culture                                                              |           | Inguna Rībena            | JL      |
| Ministre du Bien-être social                                                        |           | Dagnija Staķe            | ZZS     |
| Ministre des Transports                                                             |           | Roberts Zīle             | TB/LNNK |
| Ministre de la Justice                                                              |           | Aivars Aksenoks          | JL      |
| Ministre de la Protection de l'environnement et du Développement régional           |           | Raimonds Vējonis         | ZZS     |
| Ministre de l'Agriculture                                                           |           | Mārtiņš Roze             | ZZS     |
| Ministre sans portefeuille Chargé du Développement régional et des Affaires locales |           | Ivars Gaters             | JL      |
| Ministre sans portefeuille Chargé de la Santé                                       |           | Āris Auders              | JL      |
| Ministre sans portefeuille Chargé de l'Enfance et de la Famille                     |           | Ainars Baštiks           | LPP     |
| Ministre sans portefeuille Chargé de l'Intégration de la société                    |           | Nils Muižnieks           | LPP     |

### Remaniement du 16 janvier 2003
- Les nouveaux ministres sont indiqués en gras, ceux ayant changé d'attributions en italique.

| Portefeuille                                                     | Titulaire | Titulaire                                                                                             | Parti   |
| ---------------------------------------------------------------- | --------- | --- | ------- |
| Premier ministre                                                 |           | Einars Repše                                                                                          | JL      |
| Vice-Premier ministre                                            |           | Ainārs Šlesers (jusqu'au 26/01/2004)                                                                  | LPP     |
| Ministre de la Défense                                           |           | Ģirts Valdis Kristovskis                                                                              | TB/LNNK |
| Ministre des Affaires étrangères                                 |           | Sandra Kalniete                                                                                       | Sans    |
| Ministre des Affaires économiques                                |           | Juris Lujāns                                                                                          | LPP     |
| Ministre des Finances                                            |           | Valdis Dombrovskis                                                                                    | JL      |
| Ministre de l'Intérieur                                          |           | Māris Gulbis                                                                                          | JL      |
| Ministre de l'Éducation et de la Science                         |           | Kārlis Šadurskis                                                                                      | JL      |
| Ministre de la Culture                                           |           | Inguna Rībena                                                                                         | JL      |
| Ministre du Bien-être social                                     |           | Dagnija Staķe                                                                                         | ZZS     |
| Ministre du Développement régional et des Affaires locales       |           | Ivars Gaters                                                                                          | JL      |
| Ministre des Transports                                          |           | Roberts Zīle                                                                                          | TB/LNNK |
| Ministre de la Justice                                           |           | Aivars Aksenoks                                                                                       | JL      |
| Ministre de la Santé                                             |           | Āris Auders (jusqu'au 20/03/2003) Einars Repše (par intérim) Ingrīda Circene (à partir du 10/04/2003) | JL      |
| Ministre de l'Environnement                                      |           | Raimonds Vējonis                                                                                      | ZZS     |
| Ministre de l'Agriculture                                        |           | Mārtiņš Roze                                                                                          | ZZS     |
| Ministre sans portefeuille Chargé de l'Enfance et de la Famille  |           | Ainars Baštiks                                                                                        | LPP     |
| Ministre sans portefeuille Chargé de l'Intégration de la société |           | Nils Muižnieks                                                                                        | LPP     |

### Remaniement du 29 janvier 2004
- Les nouveaux ministres sont indiqués en gras, ceux ayant changé d'attributions en italique.

| Portefeuille                                                                                               | Titulaire | Titulaire                | Parti   |
| --- | --------- | ------------------------ | ------- |
| Premier ministre                                                                                           |           | Einars Repše             | JL      |
| Ministre de la Défense                                                                                     |           | Ģirts Valdis Kristovskis | TB/LNNK |
| Ministre des Affaires étrangères                                                                           |           | Sandra Kalniete          | Sans    |
| Ministre des Finances                                                                                      |           | Valdis Dombrovskis       | JL      |
| Ministre de l'Intérieur                                                                                    |           | Māris Gulbis             | JL      |
| Ministre de l'Éducation et de la Science                                                                   |           | Kārlis Šadurskis         | JL      |
| Ministre de la Culture                                                                                     |           | Inguna Rībena            | JL      |
| Ministre du Bien-être social                                                                               |           | Dagnija Staķe            | ZZS     |
| Ministre du Développement régional et des Affaires locales Ministre des Affaires économiques (par intérim) |           | Ivars Gaters             | JL      |
| Ministre des Transports                                                                                    |           | Roberts Zīle             | TB/LNNK |
| Ministre de la Justice                                                                                     |           | Aivars Aksenoks          | JL      |
| Ministre de la Santé                                                                                       |           | Ingrīda Circene          | JL      |
| Ministre de l'Environnement                                                                                |           | Raimonds Vējonis         | ZZS     |
| Ministre de l'Agriculture                                                                                  |           | Mārtiņš Roze             | ZZS     |